# Талан
Талан — остров в северной части Охотского моря. Представляет собой скалистый останец, находящийся на западной окраине Тауйской губы, примерно в 100 км от Магадана; остров виден ясными вечерами на горизонте с берега бухты Нагаева. Принадлежит России. Площадь приблизительно равна 2,5 км². Его вершина занята пологим плато с каменистыми грядами и болотистыми луговинами. С трёх сторон (южной, западной и восточной) берега Талана — крутые каменистые осыпи или отвесные скалы высотой до 150 м, а самая кромка берега обрамлена глыбами и рифами, изрезана множеством мелких бухт и испещрена гротами. В северо-западной части находится невысокая луговая терраса с пресными озерками, охваченная полукольцом каменистой литорали.
Среднегодовая температура воздуха — −2,3 °C; температура января — −15,8 °C, августа — +10,6 °C. Летом преобладают юго-западные ветры; причём в послеполуденные часы нередко возникают местные бризы, разгоняющие опасную волну.
Остров известен наличием одной из самых больших колоний птиц в северной части Охотского моря. Общая численность птиц в колонии достигает 1,8 миллиона птиц; ежедневно они съедают около 200 тонн рыбы и морских беспозвоночных. На острове встречается 147 видов птиц, в основном пролётных, использующих этот клочок суши для кратковременной остановки и отдыха. Гнездовая фауна насчитывает только 21 вид, из которых 11 — морские колониальные птицы: тихоокеанские чайки, моевки, два вида кайр, топорки, ипатки, большие и малые конюги, белобрюшки, очковые чистики, старики и бакланы. На острове также гнездятся такие редкие виды, как белоплечий орлан и сокол-сапсан. Растительность представлена приблизительно 120 видами сосудистых растений, в основном приспособленных к существованию в условиях значительной нитрификации среды экскрементами птиц.
В водах вблизи острова на границе вод Мотыклейского залива и Тауйской губы развивается область изобилия зоопланктона, где концентрация веслоногих рачков и эвфаузид достигает 3-9 г/м³. Соответственно, здесь концентрируются нагульные косяки пелагических рыб — минтая, песчанки, сельди и др. Всего в близлежащих водах водится 32 вида рыб из 19 семейств.
Остров Талан — памятник природы федерального значения.